# Luboš Holý
Luboš Holý (21. října 1930, Hrubá Vrbka – 23. ledna 2011, Brno) byl folklórní zpěvák moravských lidových písní a zároveň i vysokoškolský pedagog Veterinární a farmaceutické univerzity v Brně. Jeho zpěvnost vycházela především z kulturní tradice jeho rodného regionu Horňácka na Moravě, ovlivněn byl také muzikantskou atmosférou nedalekého Strážnicka, kde absolvoval středoškolská studia. Proslul, mimo jiné, zpěvem v netypickém barytonu, který jej odlišuje od mnoha jiných horňáckých lidových pěvců.

## Život
Narodil se v horňácké vesnici Hrubá Vrbka v muzikantské rodině jako starší bratr Dušana Holého, taktéž známého zpěváka lidových písní. Oba bratři byli od dětství formováni rodinným prostředím (rodiče ve svých synech uvědoměle pěstovali zájem o místní lidovou kulturu) a také existencí dvou vyspělých kapel přímo v rodné vesnici. Luboš docházel společně s bratrem na Střední školu do nedaleké Strážnice a poté odešel studovat veterinární lékařství do Brna. Přinesl si s sebou bohatou písňovou zásobu a vyhraněný hudební i taneční projev. V letech 1950–1954 se uplatnil jako primáš cimbálové muziky Vysoké školy veterinární v Brně a brněnského Slováckého krůžku. V Brně působil dále v několika dalších souborech, snad nejvíce je jeho hudební činnost spjata s Brněnským rozhlasovým orchestrem lidových nástrojů (BROLN), se kterým spolupracoval od jeho založení po mnoho let a natočil s ním mnoho nahrávek, vystupoval v televizi i v rozhlase. Dlouhodobě zpíval též s ostravskou cimbálovou muzikou vedenou cimbalistou Janem Rokytou, který patří dnes k významným propagátorům a teoretikům jeho hudby. Mezi muzikanty je znám svou agogickou rozvahou, intuitivním přístupem a strhujícím emocionálním provedením. Jeho posledním albem bylo Rabudeň, rabudeň (2010). Vedle zpěvu se dříve zabýval též tancem, ve kterém mu partnerku dělala mj. známá etnochoreoložka Zdenka Jelínková.

### Vědecké působení
Působil jako profesor na brněnské Veterinární a farmaceutické univerzitě. V roce 1964 získal titul kandidát věd. Měl za sebou dlouhodobou pedagogickou činnost také na univerzitách na Kubě a v Mexiku a byl uznávaným odborníkem ve svém oboru. Z jeho četných vědeckých publikací, známých též v zahraničí, lze jmenovat například Biologii rozmnožování skotu (1970).

## Nahrávky
- LP Luboš Holý zpívá písně z Horňácka a Moravskoslovenského pomezí, Panton, 1987, znovu 2016
- LP Žijí v písni, Supraphon, 1983
- Pokoj lidu všemu (2002)
- Krev země - Lidové písně (2002)
- Horela linda, linduška (2004)
- CD Rabudeň, Rabudeň, Indies records 2010, Luboš Holý & Musica folklorica
- Pěsničky ščeglivé aj neščeglivé (2019)

### Jako host v jiných nahrávkách
- Martin Hrbáč: Pěkné zkázáníčko, CD, Tonstudio Rajchman, 1999